# Monfero

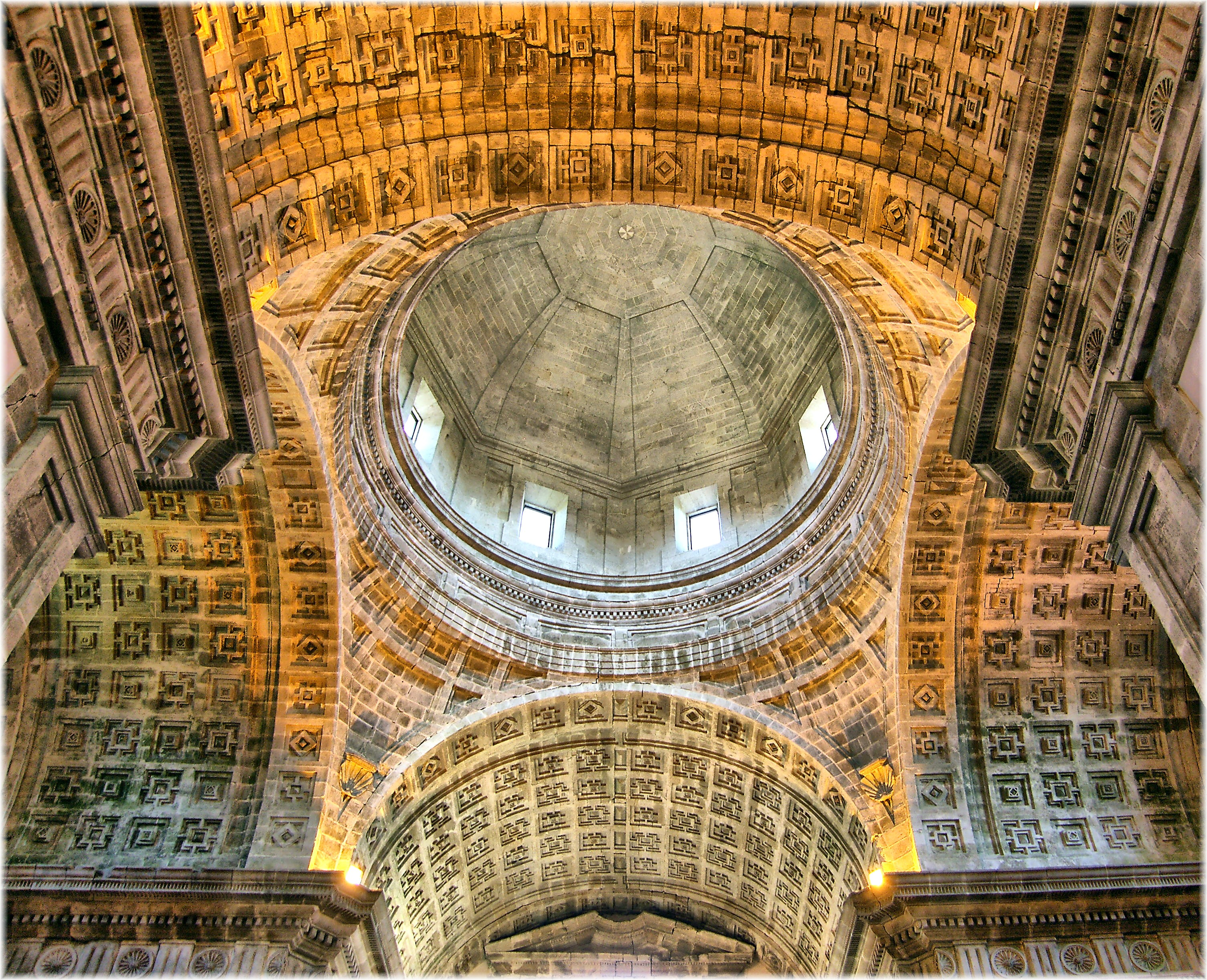
Kuppel der Hauptkirche

Monfero ist eine spanische Gemeinde in der Autonomen Gemeinschaft Galicien. Monfero ist auch eine Stadt und eine Parroquia. Der Verwaltungssitz der Gemeinde ist Rebordelo. Die 1.818 Einwohner (Stand: 2024), leben auf einer Fläche von 171,67 km², rund 57 km von der Provinzhauptstadt A Coruña entfernt.

## Bevölkerungsentwicklung der Gemeinde
Quelle: INE-Archiv – grafische Aufarbeitung für Wikipedia

## Gemeindegliederung
Die Gemeinde Monfero ist in sieben Parroquias gegliedert:
| Parroquias           | Patrozinium  | Einwohner 2024 | Fläche km² | Dichte Einw./km² | Höhe msnm | Ortskennzahl |
| -------------------- | ------------ | -------------- | ---------- | ---------------- | --------- | ------------ |
| O Alto de Xestoso    | Santa María  | 219            | 35,40      | 6                | 0         | 15050020000  |
| Queixeiro            | San Xurxo    | 272            | 17,80      | 15               | 0         | 15050050000  |
| San Fiz de Monfero   | San Fiz      | 688            | 61,40      | 11               | 315       | 15050030000  |
| Santa Xiá de Monfero | Santa Xiá    | 44             | 12,57      | 4                | 0         | 15050040000  |
| Taboada              | Santa Mariña | 72             | 4,41       | 16               | 331       | 15050060000  |
| O Val de Xestoso     | San Pedro    | 340            | 30,84      | 11               | 0         | 15050010000  |
| Vilachá              | Santa María  | 203            | 10,12      | 20               | 505       | 15050070000  |

## Wirtschaft
| Ackerbau, Viehzucht und Fischerei                                                  | 168 | 024,38 |
| Industrie                                                                          | 075 | 010,89 |
| Bauwirtschaft                                                                      | 076 | 011,03 |
| Dienstleistungsbetriebe                                                            | 370 | 053,70 |
| Total                                                                              | 689 | 100,00 |
| * Daten aus dem Statistischen Amt für Wirtschaftliche Entwicklung in Galicien, IGE |     |        |

## Sehenswürdigkeiten

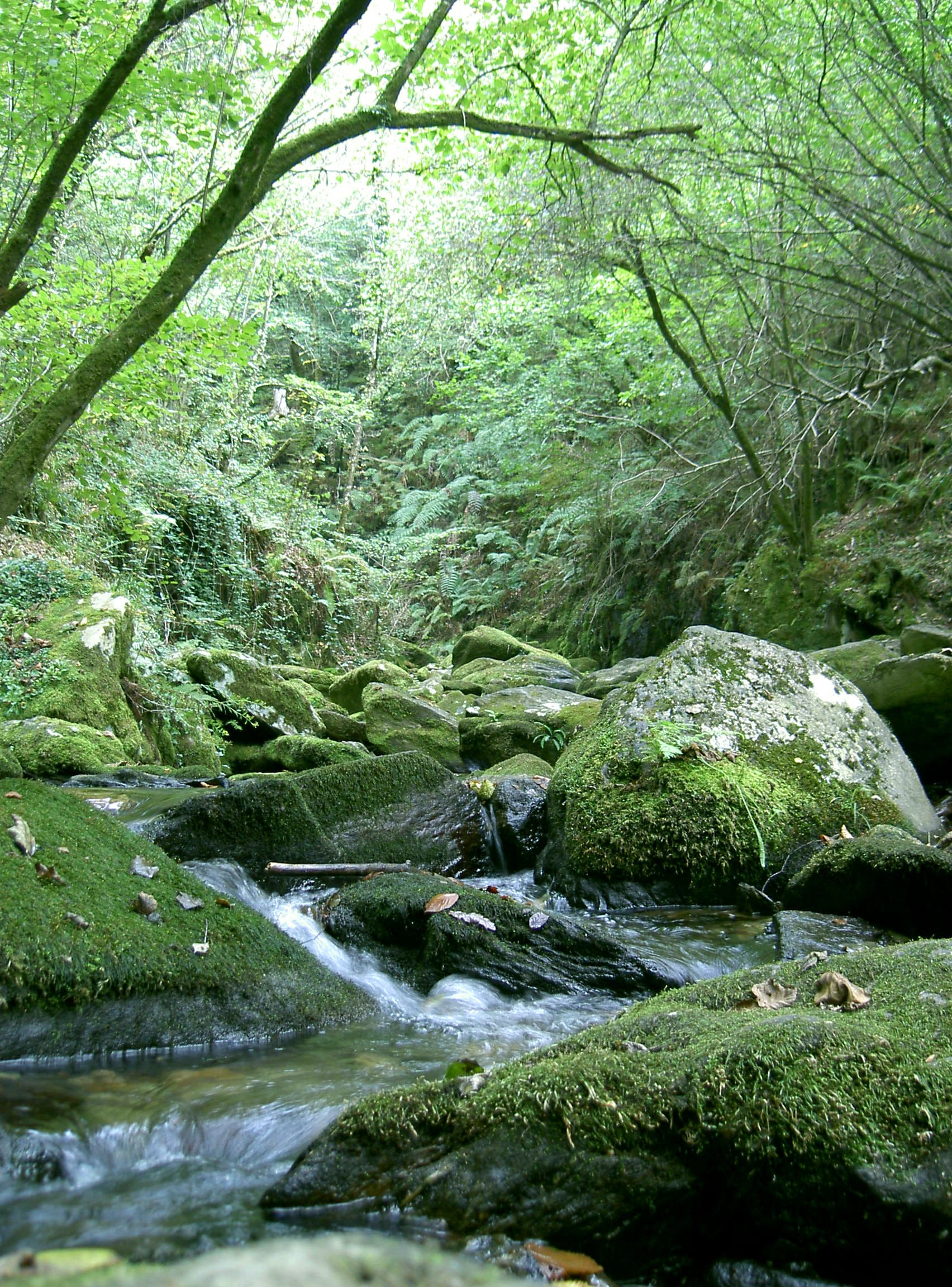
Fragas do Eume

- Pfarrkirchen der Parroquias bieten einen Einblick in die religiöse Architektur der Region
- Kloster Monfero von 1147
- Experimenteller Windpark von Sotavento
- Naturschutzgebiet „Fragas do Eume“